# Endotermia
Un endotermo (del griego ἔνδον endon "dentro" y θέρμη thermē "calor") es un organismo que mantiene su cuerpo a una temperatura metabólicamente favorable, en gran parte por el uso de calor liberado por sus funciones corporales internas en lugar de depender casi exclusivamente del calor ambiental. Dicho calor generado internamente es principalmente un producto secundario del metabolismo rutinario del animal, pero en condiciones de frío excesivo o baja actividad, un endotermo puede aplicar mecanismos especiales adaptados específicamente a la producción de calor. Los ejemplos incluyen el ejercicio muscular de función especial, como los escalofríos, y el metabolismo oxidativo no acoplado, como en el tejido adiposo marrón. Solo las aves y los mamíferos son grupos de animales universalmente endotérmicos. Ciertos tiburones, lagartos, atunes y peces picudos también son endotérmicos.
En el lenguaje común, los endotérmicos se caracterizan como "de sangre caliente". Lo opuesto a la endotermia es la ectotermia, aunque en general, no existe una separación absoluta o clara entre la naturaleza de  endotermos y las ectotermos.

## Mecanismos

### Generando y conservando el calor

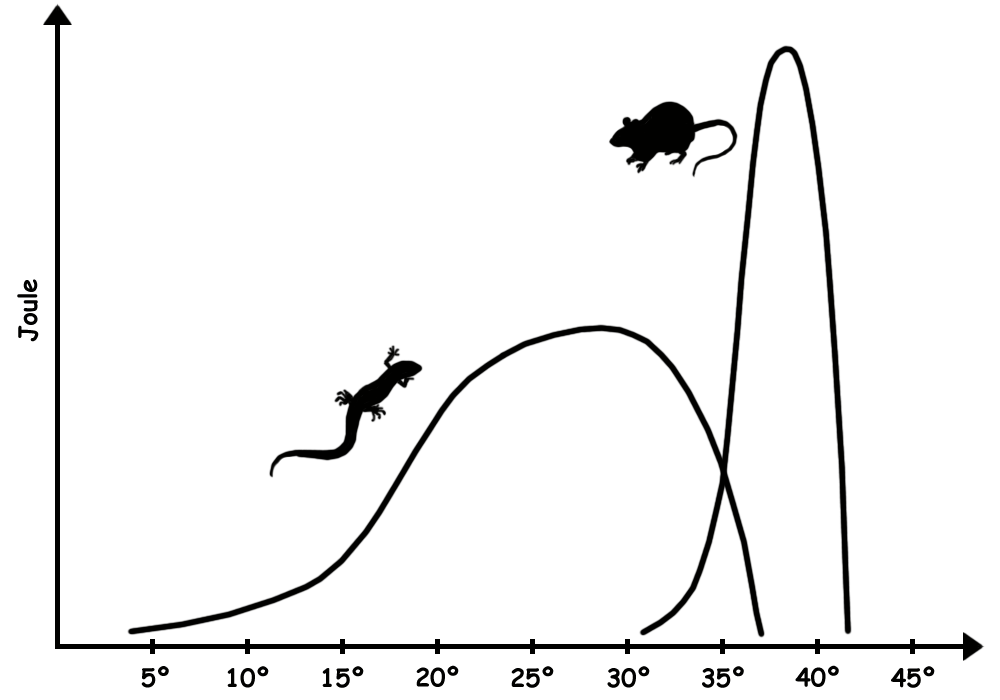
Salida de energía sostenida de un animal endotérmico (mamífero) y un animal ectotérmico (reptil) en función de la temperatura central.

Esta imagen muestra la diferencia entre los endotermos y los ectotermos. El ratón es endotérmico y regula su temperatura corporal a través de la homeostasis. El lagarto es ectotérmico y su temperatura corporal depende del ambiente.

Muchos endotermos tienen un número mayor de mitocondrias por célula que los ectotermos. Esto les permite generar calor al aumentar la velocidad a la que metabolizan las grasas y los azúcares. En consecuencia, para mantener su metabolismo superior, los animales endotérmicos típicamente requieren varias veces más alimento que los animales ectotérmicos, y generalmente requieren un suministro más sostenido de combustible metabólico.
En muchos animales endotérmicos, un estado temporal controlado de hipotermia conserva la energía al permitir que la temperatura corporal descienda casi a los niveles ambientales. Dichos estados pueden ser ciclos circadianos regulares y breves, denominados letargo, o pueden ocurrir en ciclos mucho más largos, incluso estacionales, llamados hibernación. La temperatura corporal de muchas aves pequeñas (p. Ej., colibríes) y pequeños mamíferos (p. Ej., tenrecs) desciende drásticamente durante la inactividad diaria, como las noches en animales diurnos o durante el día en animales nocturnos, lo que reduce el costo energético de mantener la temperatura corporal. También se produce una reducción intermitente menos drástica de la temperatura corporal en otros endotermos más grandes; por ejemplo, el metabolismo humano también se ralentiza durante el sueño, causando una caída en la temperatura central, comúnmente del orden de 1 grado Celsius. Puede haber otras variaciones en la temperatura, generalmente más pequeñas, ya sea endógenas o en respuesta a circunstancias externas o esfuerzo vigoroso, y ya sea un aumento o una caída.
El cuerpo humano en reposo genera aproximadamente dos tercios de su calor a través del metabolismo en los órganos internos del tórax y el abdomen, así como en el cerebro. El cerebro genera aproximadamente el 16% del calor total producido por el cuerpo.
La pérdida de calor puede ser peligrosa para las criaturas más pequeñas, ya que tienen una mayor proporción de superficie a volumen. Los animales pequeños de sangre caliente tienen aislamiento en forma de piel o plumas. Los animales acuáticos de sangre caliente, como las focas, generalmente tienen capas profundas de grasa debajo de la piel y cualquier pelaje que puedan tener; Ambos contribuyen a su aislamiento térmico. Los pingüinos tienen plumas y grasa. Las plumas de pingüino son similares a las escamas y sirven tanto para aislamiento como para simplificación. Los endotermos que viven en circunstancias o condiciones muy frías que predisponen a la pérdida de calor, como las aguas polares, tienden a tener estructuras especializadas de vasos sanguíneos en sus extremidades (o "rete mirabilis") que actúan como intercambiadores de calor. Las venas están adyacentes a las arterias llenas de sangre caliente. Parte del calor arterial se conduce a la sangre fría y se recicla de nuevo en el tronco. Las aves, especialmente los vadeadores, a menudo tienen mecanismos de intercambio de calor muy bien desarrollados en sus patas — las patas de los pingüinos emperador son parte de las adaptaciones que les permiten pasar meses en el hielo invernal antártico. En respuesta al frío, muchos animales de sangre caliente también reducen el flujo de sangre a la piel por vasoconstricción para reducir la pérdida de calor. Como resultado, palidecen (se vuelven más pálidos).

### Evitando el sobrecalentamiento
En climas ecuatoriales y de veranos templados, el sobrecalentamiento (hipertermia) es una amenaza tan grande como el frío. En condiciones de calor, muchos animales de sangre caliente aumentan la pérdida de calor al jadear, lo que enfría al animal al aumentar la evaporación del agua en la respiración y/o el enrojecimiento, lo que aumenta el flujo de sangre a la piel para que el calor se irradie al ambiente. Los mamíferos sin pelo y de pelo corto, incluidos los humanos, también sudan, ya que la evaporación del agua en el sudor elimina el calor. Los elefantes se mantienen frescos usando sus enormes orejas como radiadores en automóviles. Sus orejas son delgadas y los vasos sanguíneos están cerca de la piel y las aletean para aumentar el flujo de aire sobre ellas, lo que hace que la sangre se enfríe, reduciendo su temperatura corporal central cuando la sangre se desplaza por el resto del sistema circulatorio.

## Pros y contras de un metabolismo endotérmico
La principal ventaja de la endotermia sobre la ectotermia es la disminución de la vulnerabilidad a las fluctuaciones de la temperatura externa. Independientemente de la ubicación (y, por lo tanto, de la temperatura externa), la endotermia mantiene una temperatura central constante para una actividad enzimática óptima.
Los endotermas controlan la temperatura corporal mediante mecanismos homeostáticos internos. En los mamíferos, hay dos mecanismos homeostáticos separados involucrados en la termorregulación: un mecanismo aumenta la temperatura corporal, mientras que el otro la disminuye. La presencia de dos mecanismos separados proporciona un grado muy alto de control. Esto es importante porque la temperatura central de los mamíferos se puede controlar para que esté lo más cerca posible de la temperatura óptima para la actividad de la enzima.
La tasa global del metabolismo de un animal aumenta en un factor de aproximadamente dos por cada 10 °C (18 °F) aumento de temperatura, limitado por la necesidad de evitar la hipertermia. La endotermia no proporciona mayor velocidad de movimiento que la ectotermia (sangre fría): los animales endotérmicos se pueden mover tan rápido como los animales de sangre caliente del mismo tamaño y se acumulan cuando el ectotermo está cerca o a su temperatura óptima, pero a menudo no pueden mantener un alto nivel de actividad metabólica durante tanto tiempo como los endotermos. Los animales endotérmicos/homeotérmicos pueden estar óptimamente activos más horas durante el ciclo diurno en lugares con variaciones bruscas de temperatura entre el día y la noche y durante más tiempo del año en lugares con grandes diferencias estacionales de temperatura. Esto se acompaña de la necesidad de gastar más energía para mantener la temperatura interna constante y un mayor requerimiento de alimentos. La endotermia puede ser importante durante la reproducción, por ejemplo, al expandir el rango térmico en el que una especie puede reproducirse, ya que los embriones generalmente son intolerantes a las fluctuaciones térmicas que son fácilmente toleradas por los adultos. La endotermia también puede proporcionar una protección contra la infección por hongos. Mientras que decenas de miles de especies de hongos infectan a los insectos, solo unos pocos cientos de mamíferos objetivo, y con frecuencia solo aquellos con un sistema inmunológico comprometido. Un estudio reciente sugiere que los hongos están fundamentalmente mal equipados para prosperar a temperaturas de mamíferos. Las altas temperaturas proporcionadas por la endotermia podrían haber proporcionado una ventaja evolutiva.
Los ectotermos aumentan la temperatura de su cuerpo principalmente a través de fuentes de calor externas, como la energía solar, por lo que dependen de las condiciones ambientales que se presenten para alcanzar las temperaturas corporales operativas. Los animales endotérmicos utilizan principalmente la producción de calor interno a través de órganos y tejidos metabólicos activos (hígado, riñón, corazón, cerebro, músculo) o tejidos especializados que producen calor como el tejido adiposo marrón (BAT). En general, los endotermos por lo tanto tienen tasas metabólicas más altas que los ectotermos con una masa corporal determinada. Como consecuencia, también necesitan tasas de ingesta de alimentos más altas, lo que puede limitar la abundancia de endotermos más que los ectotermos.
Debido a que los ectotermos dependen de las condiciones ambientales para la regulación de la temperatura corporal, generalmente son más lentos por la noche y por la mañana cuando salen de sus refugios para calentarse con la primera luz solar. Por lo tanto, la actividad de alimentación está restringida a la hora del día (patrones de actividad diurna) en la mayoría de los ectotermos de vertebrados. En los lagartos, por ejemplo, se sabe que solo unas pocas especies son nocturnas (por ejemplo, muchos geckos) y en su mayoría utilizan estrategias de forrajeo "sentarse y esperar" que pueden no requerir temperaturas corporales tan altas como las necesarias para el forrajeo activo. Las especies de vertebrados endotérmicos son, por lo tanto, menos dependientes de las condiciones ambientales y han desarrollado una alta variabilidad (tanto dentro como entre las especies) en sus patrones de actividad diurna.
Se cree que la evolución de la endotermia fue crucial en el desarrollo de la diversidad de especies de mamíferos euterios en el período Mesozoico. La endotermia les dio a los mamíferos tempranos la capacidad de estar activos durante la noche manteniendo pequeños cuerpos. Las adaptaciones en la fotorecepción y la pérdida de protección UV que caracterizan a los mamíferos euterios modernos se entienden como adaptaciones para un estilo de vida originalmente nocturno, lo que sugiere que el grupo atravesó un cuello de botella evolutivo (la hipótesis del cuello de botella nocturno). Esto podría haber evitado la presión depredadora de los reptiles y dinosaurios diurnos, aunque algunos dinosaurios depredadores, al ser igualmente endotérmicos, podrían haber adaptado un estilo de vida nocturno para aprovecharse de esos mamíferos.

## Endotermia facultativa
Muchas especies de insectos pueden mantener una temperatura torácica por encima de la temperatura ambiente mediante el ejercicio. Estas son conocidas como endotermas facultativas o de ejercicio. La abeja, por ejemplo, lo hace contrayendo los músculos de vuelo antagónicos sin mover sus alas (ver termorregulación de insectos). Esta forma de termogénesis es, sin embargo, solo eficiente por encima de un cierto umbral de temperatura, y por debajo de aproximadamente 9–14 °C (48–57 °F), la abeja vuelve a la ectotermia.
La endotermia facultativa también se puede ver en múltiples especies de serpientes que utilizan su calor metabólico para calentar sus huevos. Python molurus y Morelia spilota son dos especies de pitón donde las hembras rodean sus huevos y se estremecen para incubarlos

## Endotermia regional
Se ha demostrado que algunos ectotermos, incluidas varias especies de peces y reptiles, utilizan la endotermia regional, donde la actividad muscular hace que ciertas partes del cuerpo permanezcan a temperaturas más altas que el resto del cuerpo. Esto permite una mejor locomoción y uso de los sentidos en ambientes fríos.

## Contraste entre terminología termodinámica y biológica
Muchos encuentran una fuente de posible confusión entre la terminología de la física y la biología. Mientras que los términos "termodinámico", "exotérmico" y "endotérmico" se refieren respectivamente a procesos que emiten energía térmica y procesos que absorben energía térmica, en biología el sentido se invierte efectivamente. Los términos metabólicos "ectotermo" y "endotermo" se refieren respectivamente a los organismos que dependen en gran medida del calor externo para alcanzar una temperatura de trabajo total, y a los organismos que producen calor desde dentro como un factor importante para controlar la temperatura corporal.